# SN 2008aw
SN 2008aw – supernowa typu II odkryta 2 marca 2008 roku w galaktyce NGC 4939. W momencie odkrycia miała maksymalną jasność 15,90m.